# Daniel Baier
Daniel Baier (Colônia, 18 de maio de 1984) é um futebolista profissional alemão que atua como meia. Atualmente joga no Augsburg.

## Carreira
Daniel Baier começou a carreira no TSV 1860 München.